# Ndulo
Cristóvão Segunda Palanga Simão znany jako Ndulo (ur. 6 września 1996 w Lobito) – angolski piłkarz grający na pozycji bramkarza. Od 2020 jest zawodnikiem klubu GD Interclube.

## Kariera klubowa
Swoją karierę piłkarską Ndulo rozpoczął w klubie Académica do Lobito. W 2016 roku zadebiutował w nim w pierwszej lidze angolskiej. W 2018 roku przeszedł do CD Huíla i w 2019 roku zdobył z nim Puchar Angoli. W 2020 roku przeszedł do GD Interclube.

## Kariera reprezentacyjna
W 2019 roku Ndulo został powołany do reprezentacji Angoli na Puchar Narodów Afryki 2019. Na tym turnieju nie rozegrał żadnego meczu.